# ライゼ

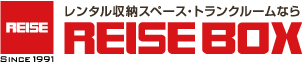
レンタル収納スペース・トランクルームなら、REISE BOX ライゼボックス

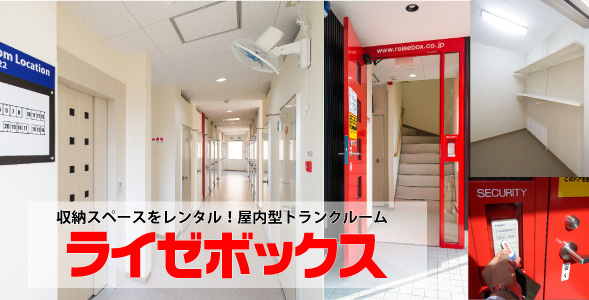
屋内型トランクルームのライゼボックスは、大阪、兵庫、京都、奈良に13,000ルーム展開中！セキュリティーなど充実設備で女性も安心の収納スペース（貸し倉庫）です。お近くの店舗の利用料や空き情報を今すぐご確認ください。

株式会社 ライゼ（Reise Co.,Ltd.）は、トランクルームの運営などを行う日本の企業である。大阪府大阪市北区梅田に本社を置き、大阪・兵庫・京都・奈良など関西を中心にレンタル収納スペース（トランクルーム）ライゼボックス、都市型賃貸ホビースペース ライゼホビー、月極駐車場 ライゼパークを展開中。

## 概要
家財道具・荷物などを収納するための賃貸スペースライゼボックスや都市型賃貸ホビースペースライゼホビーを運営しており、また月極駐車場「ライゼパーク」の運営も行っている。

## ライゼボックス
株式会社ライゼが運営するレンタル収納スペース。日本スピンドル製造による新規事業として、1992年に第1号となる店舗を大阪市住之江区に開業。女性利用者が多く、一方で後述する「ライゼホビー」シリーズは男性向けに開発したサービスであるという。
土地有効活用の発想を利用し建物の1階にガレージ、2階に倉庫という方式が採用されている。コインパーキングやコンビニエンスストアといった業種との複合施設として、単独でも6階建てなど中層建築物としても建設されるケースが多い。また24時間出し入れが可能なセキュリティー、自動換気システム、エレベーター、エアコン、フリーラックといった利用者の要望を取り入れる等、荷物の収納に特化した設備とサービスを採用している。
1996年には千葉県市川市に関東地方において初となる店舗を開業し、同年の産経新聞では「二十四時間出し入れ自由で手数料不要」の「手軽さが受けている新業態」として紹介されている。。また『日経アーキテクチュア』の記事では、オフィスビルの「用途転用の成功例」として2003年8月に開業した「中野中央ライゼボックス」をあげており、「オープンから約1カ月半で127室が満室」となり「改修投資額1800万円はおよそ5年で回収できる見通し」であるとしている。
『フジサンケイ ビジネスアイ』の記事では、「一見するときれいな新築マンションかと見まがう程、従来のレンタルルームのイメージとは程遠い」とされており、「清潔・安心・安全・低価格のコンセプトが主婦層に支持されるゆえんだろう」としている。また『住宅新報』の記事では、「退去時や維持管理のメンテナンスに手間や費用がほとんどかからないため、賃貸住宅と比較してリスクが低い」ことが特徴の一つであるとされている。
1995年の阪神・淡路大震災では、被災者に対し無料で貸し出しを行った。2011年の東日本大震災の際にも、被災者に無料で貸し出しを行っている。

## ライゼホビー
株式会社ライゼが運営する都市型賃貸ガレージ。2006年に販売開始。女性利用者が多い「ライゼボックス」に対して、「男性ならばどういった空間がほしいか」という視点で開発したサービスであるという。「アトリエや工房、アウトドアグッズのセッティングスペース、コレクションのディスプレイルームや書庫・書斎として、さらには隠れ家的な場所を求めて借りる人も多い」とされる。
「日経トレンディネット」では、関西を中心に人気を集めている「ユニークな賃貸ホビースペース」として紹介された。また産経新聞の記事では「都市部で人気を集める賃貸ガレージ」として紹介され、2012年1月に開催された大阪モーターショーの会場では、組み立て式ガレージ「ライゼホビーパーソナル」が展示され注目を集めたという。